# Ruislip Manor (stanice metra v Londýně)
Ruislip Manor je stanice metra v Londýně, otevřená roku 5. října 1912 pod názvem Ruislip Manor Halt. V letech 1904-1933 se stanice nacházela na District Line. Dnes se nachází na dvou linkách:
- Metropolitan Line a Piccadilly Line (mezi stanicemi Eastcote a Ruislip)

| Rok  | Počet cestujících |
| ---- | ----------------- |
| 2011 | 1,60 mil          |
| 2012 | 1,69 mil          |
| 2013 | 1,77 mil          |
| 2014 | 1,98 mil          |